# Jambavat

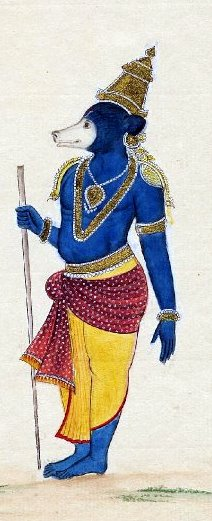
Jambavan, König der Bären

Jambavat (Sanskrit जाम्बवात् jāmbavat m.) ist im Hinduismus der König der Bären.

## Mythos
Jambavat unterstützte Rama im Kampf gegen Ravana und führt unzählige schwarze Bären mit weißen Gesichtern in die Schlacht.
Jambavat hatte einen Löwen erschlagen, der den wertvollen Juwel Syamantaka bei sich trug. Krishna, der diesen wertvollen Stein gerne besessen hätte, verfolgte Jambavat bis zu dessen Höhle, wo es zu einem tagelangen Kampfe kam. Nachdem Krishna die Oberhand gewonnen hatte, gab Jambavat ihm nicht nur den Juwel, sondern auch seine Tochter Jambavati, die dann die Mutter von Shamba wurde.